# 李紅
李 紅（り ほん、1978年3月28日 - ）は、中華人民共和国の司会者。中国中央電視台チャンネルの番組『海峡両岸』の司会者。

## 略歴
1978年3月28日、吉林省吉林市で生まれる。1996年、吉林教育学院に進学すると、漢語言文学科にて学んだ。1998年は北京広播（放送）学院播音（ラジオ）系に進学し、司会者研究科にて学んだ。大学卒業後、吉林市電視台の『晩新聞』の司会を務めた。2001年、『直播早新聞』の司会を務めた。2002年、吉林大学漢語言文学科に入学した。2003年に中国中央電視台に加入する。

## テレビ番組
- 『海峡両岸』
- 『想挑戦嗎？』
- 『中華情』
- 『遠方的家』
- 『伝奇中国節 春節』